# Pentagonica maculicornis
Pentagonica maculicornis är en skalbaggsart som beskrevs av Bates. Pentagonica maculicornis ingår i släktet Pentagonica och familjen jordlöpare. Inga underarter finns listade i Catalogue of Life.